# بختیار آرتایف
بختیار آرتایِف (قزاقی: Бақтияр Ғарифоллаұлы Артаев؛ زادهٔ ۱۴ مارس ۱۹۸۳) بوکسور اهل قزاقستان است.
از افتخارات وی میتوان به کسب مدال طلا در بازی‌های المپیک تابستانی ۲۰۰۴ اشاره کرد.